# Nyctyornis
A Nyctyornis a madarak osztályának szalakótaalakúak (Coraciiformes) rendjébe és a gyurgyalagfélék (Meropidae) családjába tartozó nem.

## Rendszerezésük
A nemet William Jardine és Prideaux John Selby írta le 1830-ban, az alábbi 2 faj tartozik ide:
- indiai remetegyurgyalag (Nyctyornis athertoni)
- remetegyurgyalag (Nyctyornis amictus)

## Előfordulásuk
Dél- és Délkelet-Ázsia területén honosak. Állandó, nem vonuló fajok. A természetes élőhelyük szubtrópusi és trópusi erdők.

## Megjelenésük
Testhosszuk 27–35 centiméter közötti.